# 후이스 톨고이 비문

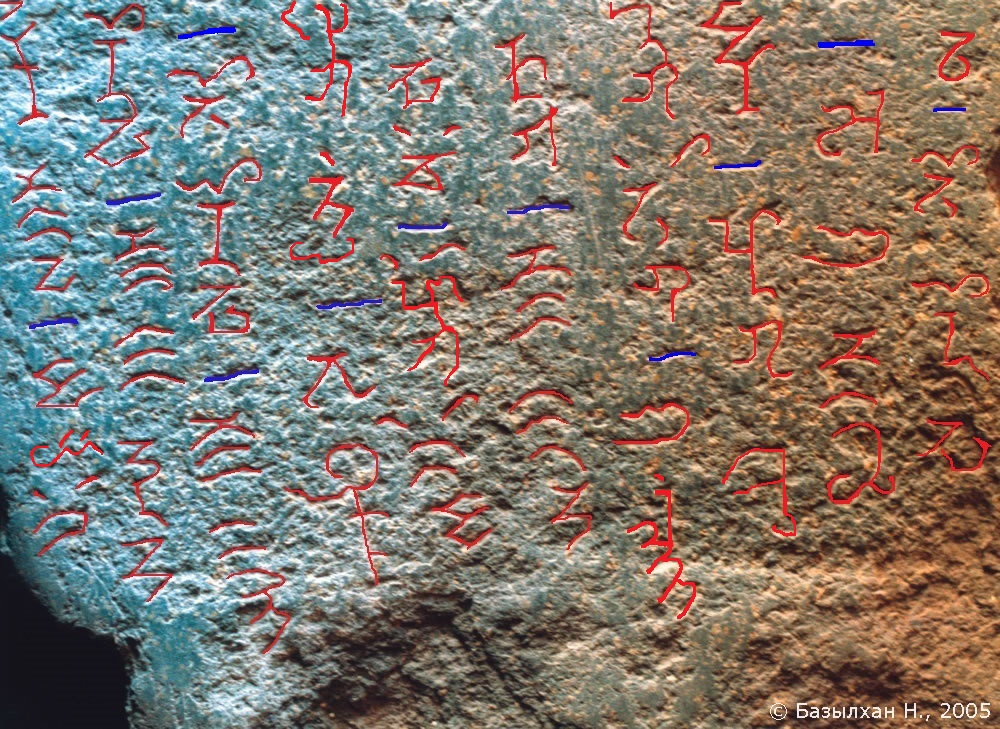
후이스 톨고이 부문에 대한 후르트스바타르(L. Hurtsbaatar)의 복원

후이스 톨고이 비문(Inscription of Hüis Tolgoi)은 몽골어로 작성된 비문이다. 1975년 나바안(D. Navaan)이 몽골 볼강주(Bulgan Province)에서 발견했다. 비문은 11개의 줄로 구성되며, 브라흐미 문자(Brahmi script)로 작성되었고, 오른쪽에서 왼쪽으로, 위에서 아래로 읽는다. 단어마다 가로줄을 그어 구분하였다. 비문에 쓰인 언어는 그동안 미상이었으나, 2014년 언어학자 알렉산더 보빈(Alexander Vovin), 에티엔 드라 베시에르(Étienne de la Vaissière), 디어터 마우어(Dieter Maue), 메흐메트 욀메즈(Mehmet Ölmez)가 합동으로 몽골 답사를 가서 비석을 가까이 촬영함으로써 정체가 밝혀졌다. 이들은 비문의 언어가 조건적으로는 준몽골어족(Para-Mongolic language)으로 볼 수 있지만, 준몽골어족의 일종인 선비거란어(Serbi-Khitan)보다는 중세 몽골어(Middel Mongolian)와 현대 몽골어 등 주류 몽골어족(mainstream Mongolic language)에 더 가까우며, 의심의 여지 없이 몽골어의 몇몇 형태이며, 주류 몽골어에 더 가깝다고 보았다.
산스크리트어와 브라흐미어의 전문가 디어터 마우어는 비문의 브라흐미 문자를 판독하였다. 이후에 언어학자 알렉산더 보빈이 분석, 비문의 언어는 남부 거란어(Khitan language)보다는 주류 몽골어인 중세 몽골어와 유사하다는 의견을 제시했다. 메흐메트 욀메즈는 답사에 관하여 언급하였으나 에티엔 드 라 베시에르는 역사학자의 관점을 제공했다. 비문은 적오도 유연(柔然)과 돌궐(突厥)이 활동하던 시기인 5세기에서 7세기 사이에 작성된 것으로 보인다. 비문에는 '아나카이(Ańakay)'라는 사람이 언급되어 있어 이것이 유연의 카간 중 한 명인 욱구려아나괴(郁久閭阿那璝)로 추정될 수 있지만 실제 아나괴를 지칭하는 것으로 보이지는 않으며, 또한 니리 카간(Niri qaghan)이라는 사람도 기재되어 있어, 우리가 이름을 알고 있는 유일한 카간이다. 그러나 비문이 니리 카간이 지었다거나 그의 지시에 의해 지어진 것은 아닌 것으로 보인다. 만약 비문의 니리 카간이 우리가 이름을 알고 있는 그 카간이 맞다면, 비문은 그의 통치기인 579년에서 603년 혹은 604년에 만들어진 것으로 보인다. 또한 '카간(khagan)' 칭호와 함께 '보리사트바(Bodhi-Sattva)'가 함께 적혀 있다. 이는 문자 그대로 불교에서 말하는 보리살바(菩提薩婆), 즉 보살(菩薩)을 가리키거나, 혹은 돌궐 제1제국(First Turkic Khaganate)의 카간(qaɣan)을 뜻할 수 있다. 당시 위구르(Uighur) 추장 가운데 '약라갈보살(藥羅葛菩薩)'이라는 칭호를 가진 이가 있었다. 그러나 그는 중국 문헌에서는 '카간'이라고 칭하지 않고 '힐리발(頡利發)'이라고만 칭해졌다. 게다가 당시 공용어는 소그드어(Sogdian)이며, '위구르어를 구분하는 유일한 특성일 것'으로 보이지만, 위구르 카간국(Uyghur Khaganate)은 744년 건립되었으며, 이들의 이웃들처럼 준유목민들이었으며, 흉노(匈奴), 선비(鮮卑), 몽골과 달리, 이들의 언어는 투르크어였다. 이는 비문의 몽골계 언어와는 다르다. 비문은 역사적인 것이지만 불교의 교훈을 담고 있다. 불교는 유연 엘리트들에게 매우 중요하였으며 다른 스텝 지대 유목민족들에게도 마찬가지였다.

## 음역 및 잠정적 해석
| 원문 biti-nar kagan digin sinin bodi-satva torox kagan buda kaganu ukax ukaju xiri anakay -i tin jax bodi bigiy-nar bayi dolu jaju hugbu [] biti jilonar k(a)ranyagun tuwa puror cicire pugtig nelen [] kaganu [] kato-nar dugi-d niri kagan turug kagan uc d(o)ro tayaju xiri hergin bargol palxir []haci higbij tugju ukabar-nar kagan xani julaba tunu tugnya tuwa []xa[] tu[] to[go]gun pugtigci sinin bodisatva torox kagan []l[] [] []iyu uc bitihin [] [] gux tuwa kagan torox kaganun [] pada n(i)ri kagan turug kagan []ijin ubij jalobaj darkad jaya bi []run bitig sag pag [][] j[] [] darkan ba ... ti ba ka | 영어 번역 (잠정적): of the inscriptions khagan and princes, new bodhisattva born khagan, buddha lord's knowledge knowing country anakay (title) promises the tribe officials stand seven times promises ...inscription stones saw tuwa ... to strike...joined ...khagan...queens and younger brothers niri khagan turk khagan reason dharma worshipped country erkin collect ... enough those who realized khagan regnal year shone that enough tuwa people...count... ... new bodhisattva born khagan of the inscription...tuwa persons being cut from the khagan who will be reborn as a khagan they followed niri khagan khagan of turks and ...directed ... free men were happy official ... wrote this inscription ... |

이는 알렉산더 보빈의 잠정적 해석이다.
| bitig-ña ̤r kagan tigin šıñın bodı-satva töröx kagan bṳda ̤ kaganu ukax ukaǰuxırı ̣ añakay ...ı ̣1 tı ̣n ǰa ̤x bo ̤dı ̣ bigiy-ñär ba ̤yı ̣do ̤lṳ ǰa ̤ ǰṳ hügbü b[ı]̣ tı1̣ ǰı1̣o ̤na ̤r k(a)ranyaguñ tṳwa ̤ pṳro ̤rčıč ̣ıra ̤ pügtig ña ̤la ̤n k[a]ga[nu?] + kato-ñar dügid nırı ̣ kagantürǖg kagan uč d(o ̤ )ro ̤ ta ̤ya ̤ ǰṳ xırı ̣ härgin bargo[l] pa ̤xır [+]xa ̤ čı ̣ higbiǰ tügǰü ukabar-ñar kagan xa ̤nı ̣ ǰṳla ̤ ba ̤ tṳnṳ tügnyä tṳwa ̤ xa ̤ [] tṳ[] to[go?]gun pügtigči śıñım bodısatva töröx kagan ı ̣yṳ uč bitihiñ + + gux tṳwa ̤ -ña ̤r ka pa ̤da ̤ n<ı1̣ >rı ̣ kagan türüg [ka]ga[n] []ı1̣ ǰıubı1ǰ ǰa ̤ lo ̤ ba ̤ ǰ darkad ǰa ̤yabı [?]rṳn bitig + säg pag [ + + ] j[] [ ? ] darkan bitiba ̤ kagan töröx kaganun |

이는 디어터 마우어의 음역이다.

## 같이 보기
- 부구트 비문
- 유연어